# Алексеевка (Алексеевский сельсовет, Курская область)
Алексеевка — село в Касторенском районе Курской области России. Входит в состав Алексеевского сельсовета.

## География
Село находится в восточной части Курской области, в лесостепной зоне, в пределах юго-западной части Среднерусской возвышенности, к востоку от реки Грайворонки (приток Кшени), на расстоянии примерно 17 километров (по прямой) к юго-западу от посёлка городского типа Касторное, административного центра района. Абсолютная высота — 195 метров над уровнем моря.
Климат
Климат характеризуется как умеренный, со среднегодовой температурой воздуха +5,1 °C и среднегодовым количеством осадков 547 мм.
Часовой пояс
Село Алексеевка, как и вся Курская область, находится в часовой зоне МСК (московское время). Смещение применяемого времени относительно UTC составляет +3:00.

## Население
| 1859 | 2002 | 2010 |
| ---- | ---- | ---- |
| 376  | ↘223 | ↘156 |

Гендерный состав
По данным Всероссийской переписи населения 2010 года в гендерной структуре населения мужчины составляли 46,8 %, женщины — соответственно 53,2 %.
Национальный состав
Согласно результатам переписи 2002 года, в национальной структуре населения русские составляли 100 % из 223 чел.

## Улицы
Уличная сеть села состоит из двух улиц (ул. Павловка и ул. Центральная).